# مسابقه فضایی یوگی
مسابقهٔ فضایی یوگی (انگلیسی: Yogi's Space Race) یک مجموعهٔ تلویزیونی کارتونی ۹۰ دقیقه‌ای بود که از سال ۱۹۷۸ تا ۱۹۷۹ میلادی از شبکهٔ ان‌بی‌سی پخش شد و از ۴ بخش کارتونی مجزا تشکیل شده بود.